# Joe Louis
Joseph Louis Barrow (LaFayette (Alabama), 13 mei 1914 – Las Vegas, 12 april 1981) was een Amerikaans zwaargewichtbokser, door velen beschouwd als een van de beste boksers aller tijden. Hij is in de bokswereld beter bekend als Joe Louis, met als bijnaam The Brown Bomber. Joe Louis was ruim 11 jaar wereldkampioen in het zwaargewicht en verdedigde zijn titel 25 keer met succes. Met deze aantallen is hij met ruime afstand recordhouder.

## Biografie

### Jeugd
Joe Louis werd op 13 mei 1914 geboren in LaFayette, Alabama. Zijn grootouders waren slaven en zijn vader, Barry Barrow, was een landbouwer. Vanwege zijn status als asielzoeker verliet hij de familie in 1916, iedereen in de waan latend dat hij was overleden. Joe's moeder Lilly Barrow hertrouwde. In 1924 verhuisde de familie naar Detroit. Hier zou Louis voor het eerst in aanraking komen met het amateurboksen dat in die tijd enorm populair was. Hij gebruikte het geld voor zijn vioollessen om te boksen. Dit was tegen de zin van zijn moeder, die hem uiteindelijk echter toch door liet gaan. Louis kende een succesvolle periode als amateur, met als hoogtepunt de winst van het prestigieuze Golden Glovestoernooi. 
Tot 1934 werkte Louis bij de Ford Motor Company in Detroit. In dat jaar werd hij prof. In zijn eerste half jaar zou hij liefst 12 keer vechten. Hij won alle gevechten, tienmaal op knock-out.

### Weg naar de top

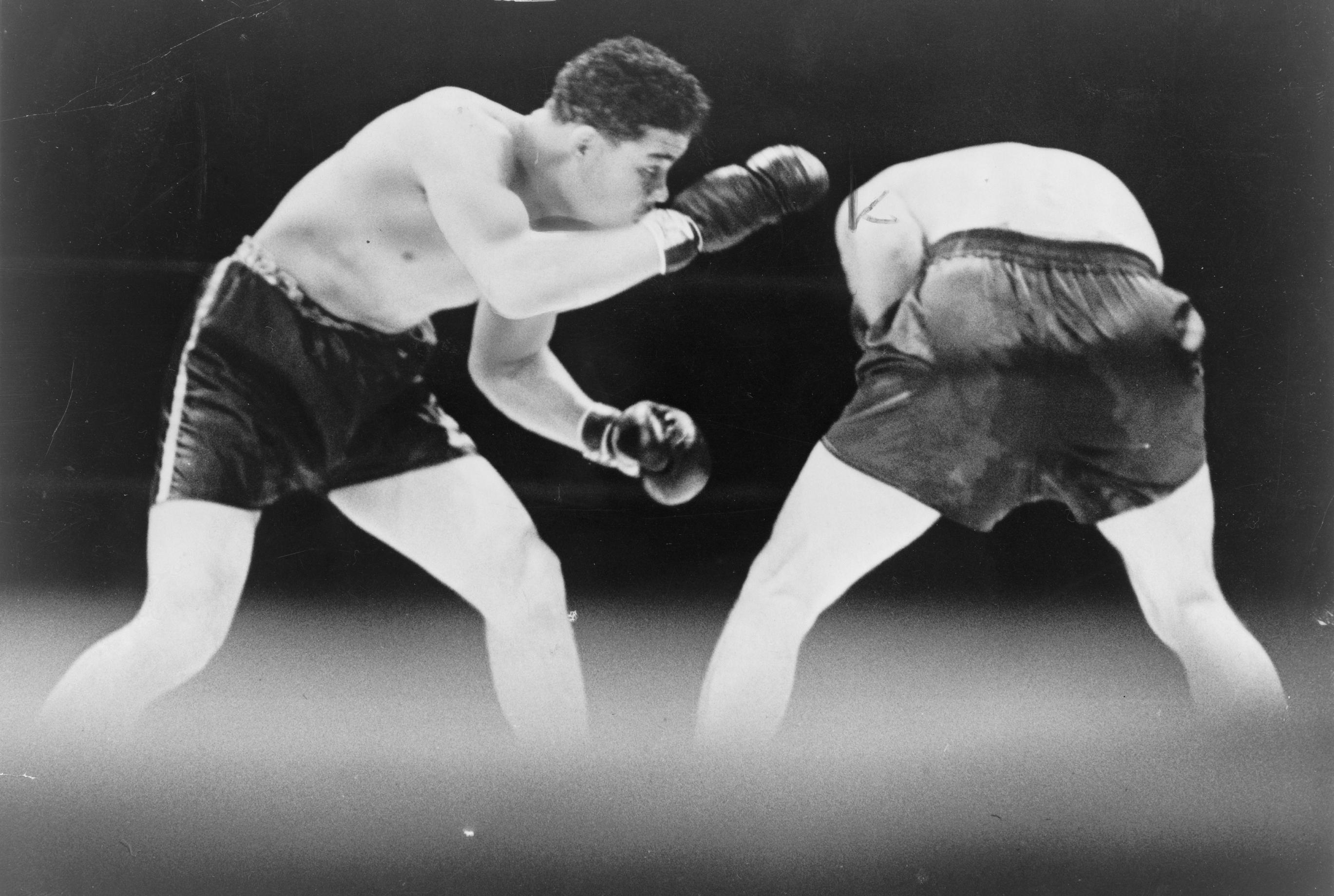
Joe Louis tegen Max Schmeling in 1936

Louis maakte snel indruk in de bokswereld. Met name zijn stotencombinaties die hij met enorme precisie en kracht kon uitvoeren, waren nooit eerder vertoond. De jonge bokser kwam dan ook snel tegen de groten uit de sport te staan. In 1935 kwam Louis dertienmaal in actie en wist ook dit jaar alles te winnen. Louis versloeg oud-kampioen Primo Carnera op k.o. in de zesde ronde, ondanks een gewichtsverschil van 30 kilo. Ook oud-kampioen Max Baer wist hem niet te stoppen, Louis was de eerste die Baer knock-out wist te slaan. Daarnaast bracht hij de Spaanse Bask Paolino Uzcudun zijn eerste k.o. nederlaag toe. 
In 1936 kwam Louis opnieuw tegenover een voormalig kampioen te staan, de Duitser Max Schmeling. Door zijn eerdere successen werd Louis inmiddels als grote favoriet gezien, de wedquota waren 10 tegen 1 in zijn voordeel. Schmeling had echter de haast mechanische boksstijl van Louis grondig bestudeerd en de zwakke plekken in zijn verdediging gevonden. Schmeling profiteerde hier optimaal van en sloeg Louis k.o. in de twaalfde ronde. Het was Louis´ eerste nederlaag in 28 wedstrijden. 
Twee maanden later zou Louis voor de vierde keer tegen een oud-kampioen komen te staan, ditmaal Jack Sharkley. Louis won op k.o. in de derde ronde. Nadat hij nog eens zes gevechten op rij won, kreeg hij een kans op de wereldtitel van Jim Braddock. Dit was tegen het zere been van Schmeling, die ondanks zijn eerdere overwinning op Louis en zijn notering als nummer 1 uitdager terzijde werd geschoven, ten faveure van het meer lucratieve affiche Braddock-Louis. Een rechtszaak werd echter verloren door de Duitser, waardoor Louis in juni 1937 gewoon zijn titelgevecht kreeg. Louis vocht zich hierin terug na een knockdown in de eerste ronde, in de achtste ronde sloeg hij Braddock knock-out. Na drie jaar als professioneel bokser mocht Joe Louis zich zwaargewicht wereldkampioen boksen noemen.

### Tweede Wereldoorlog

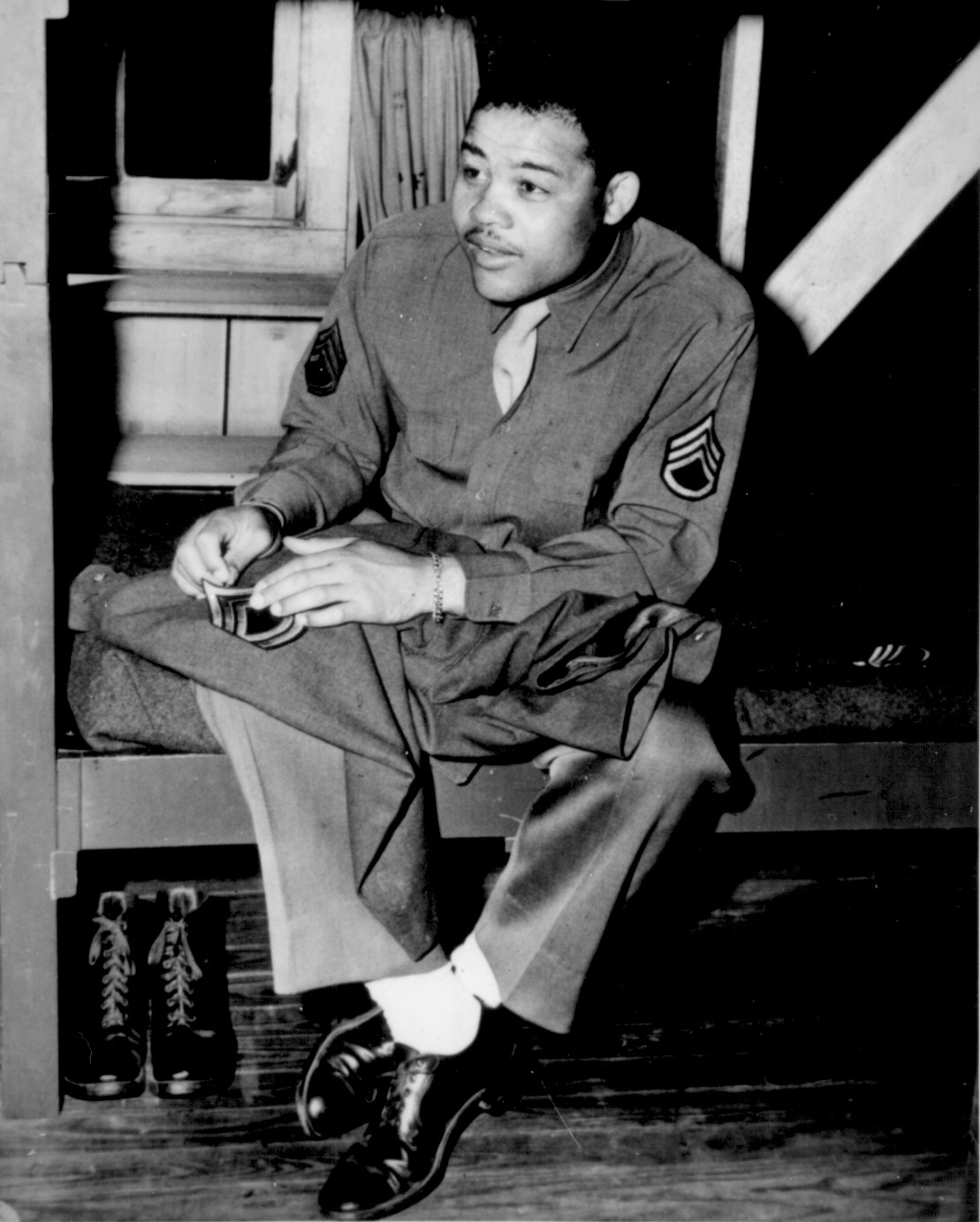
Joe Louis in 1945 tot sergeant bevorderd

Na zijn titelwinst zou Louis zijn titel zeer frequent met succes verdedigen. Zijn memorabelste gevecht was een rematch tegen Max Schmeling, in 1938. Op de rand van de Tweede Wereldoorlog werd het gevecht breed uitgemeten. De Duitse oud-kampioen was de enige die Louis ooit had verslagen. Daarnaast werd het gevecht gezien als een strijd tussen twee landen, waarbij Joe Louis door zowel zwarten als blanken als volksheld werd gezien en Max Schmeling (onterecht) als symbool van het nazisme werd geportretteerd. Het geheel zorgde voor een van de meest beladen bokswedstrijden uit de geschiedenis. Het gevecht zelf, dat plaatsvond in New York, duurde slechts twee minuten. Louis revancheerde zich voor zijn enige nederlaag met een knock-out in de eerste ronde. Andere noemenswaardige overwinningen waren K.O.´s tegen licht-zwaargewichtkampioenen John Henry Lewis en Billy Conn. Verder vocht hij tegen Tony Galento, tegen wie hij in de derde ronde neerging, maar een ronde later de knock-out forceerde. Ook een dubbele ontmoeting met Arturo Godoy wordt tot zijn belangrijke wedstrijden gerekend. De eerste was een nipte overwinning op punten, de rematch werd voor de laatste bel gewonnen.
Van 1942 tot 1945 diende Joe Louis in het Amerikaanse leger. Hij trok door Europa, waar hij de Amerikaanse troepen bezocht en als nationaal woordvoerder voor het U.S. Army fungeerde. Ook bokste hij in onofficiële demonstratiewedstrijden. Het geld dat hij ermee verdiende doneerde hij aan de Amerikaanse regering om zijn steun aan zijn land en de oorlog te betuigen. Een van zijn gevechten werd wel als officieel gevecht meegerekend.

### Terugkeer na de oorlog
In 1946 keerde Joe Louis terug in de ring, nog altijd als titelverdediger. Zijn eerste gevecht was opnieuw tegen Billy Conn, later dat jaar zou hij ook Tami Mauriello uitkomen. Hoewel beide wedstrijden winnend werden afgesloten, werd ook zichtbaar dat Louis, na drie jaar afwezigheid en inmiddels over de 30, niet meer op zijn oude niveau zat. Het duidelijkst werd dit het jaar daarop, tegen Jersey Joe Walcott. Louis ging twee keer neer, en wist daar geen knockdown tegenover te stellen. Desondanks won Louis toch dankzij een discutabele puntendeling. In 1948 waagde Walcott opnieuw een poging om de titel te veroveren. Louis ging weer neer, maar wist ditmaal in de elfde ronde zijn tegenstander knock-out te slaan. Op 1 maart 1949 kondigde Louis zijn pensioen aan. De zwaargewichttitel die hij in 11 jaar tijd 25 keer had verdedigd, was hiermee eindelijk weer vacant.

### Jaren ´50
Ondanks een financieel succesvolle carrière, raakte Louis in 1950 al zijn geld kwijt aan de belastingdienst. Hierdoor werd Louis gedwongen datzelfde jaar nog terug te keren in de ring. Hoewel uit vorm na twee jaar inactiviteit, ging zijn eerste gevecht meteen om zijn oude titel, inmiddels opgeëist door Ezzard Charles. Charles won na 15 ronden op unanieme beslissing. Niet meer in staat met de absolute top mee te draaien, richtte Louis zich vervolgens op tegenstanders van een minder hoog niveau. Hij won 8 gevechten op een rij , voordat hij op 26 oktober 1951 aantrad tegen zijn laatste tegenstander, toekomstig wereldkampioen Rocky Marciano. In de achtste ronde ging Louis twee keer neer, de derde keer werd de voormalig kampioen door de touwen heen uit de ring geslagen, waarna hij niet meer wist op te staan. Joe Louis beëindigde zijn loopbaan op 39-jarige leeftijd, met 69 overwinningen (55 op K.O.) en 3 nederlagen.

### Na het boksen
Na zijn actieve carrière bleef Joe Louis een ster in Amerika. In 1956 keerde Louis terug in de ring, ditmaal als worstelaar. Het jaar daarop moest hij hier vanwege blessures noodgedwongen mee stoppen. Nog altijd in de schulden, nam Louis vervolgens een baan aan bij het Caesar´s Palace hotel in Las Vegas. Louis´ gezondheid ging echter snel achteruit: hij belandde in een rolstoel en onderging twee hartoperaties, die werden betaald door zijn vriend Frank Sinatra. In 1980 kreeg Louis desondanks de operaties toch een hartaanval. Op 12 april 1981 kreeg hij opnieuw een hartaanval, die hem fataal zou worden. Louis werd in Arlington, Virginia met militaire eer begraven.

## In populaire cultuur
- In de stripreeks Nero moet Nero in het album De Erfenis van Nero (1948) enkele opdrachten uitvoeren indien hij een miljoenenerfenis van zijn oom in handen wil krijgen. Een van de opdrachten is één ronde lang weerstand bieden tegen bokser Joe Louis.